# IC 2917
IC 2917 је спирална галаксија у сазвјежђу Лав која се налази на листи објеката дубоког неба у Индекс каталогу.
Деклинација објекта је + 10° 56' 45" а ректасцензија 11h 32m 19,4s. Привидна величина (магнитуда) објекта IC 2917 износи 16,7 а фотографска магнитуда 17,5.